# شهرستان رالی (ویرجینیای غربی)
شهرستان رالی، ویرجینیای غربی (به انگلیسی: Raleigh County, West Virginia) یک سکونتگاه مسکونی در ایالات متحده آمریکا است که در ویرجینیای غربی واقع شده‌است.

## خصوصیات
شهرستان رالی ۱٬۵۷۷٫۳۱ کیلومترمربع مساحت دارد.